# 歷史 (希羅多德)

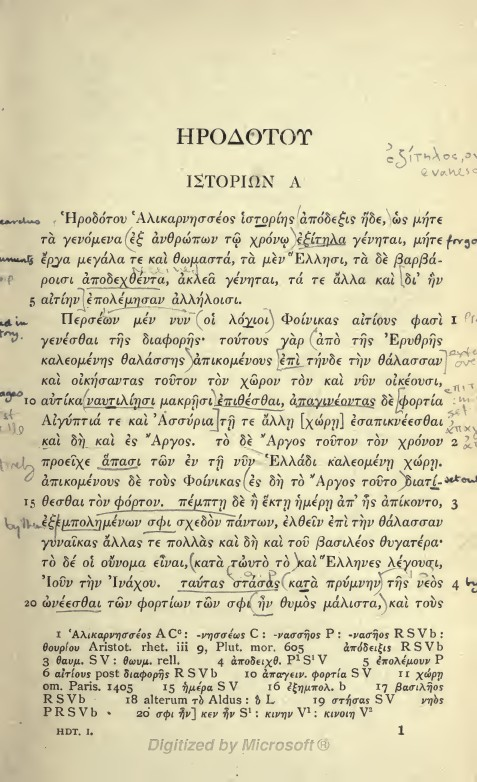
《歷史》第1卷篇頭（1908年印刷本）

《歷史》（希臘語：Ἱστορίαι）又名《史記》、《希臘波斯戰爭史》，是由古希臘學者希羅多德編撰的史書，成書年代約在公元前5世紀下半葉；原書用伊奧尼亞方言書寫，內容包括古希臘城邦、波斯帝國阿契美尼德王朝、近東及中東等地的歷史文化與風土人情，並敍述著名的波希戰爭，是西方首部較為完備的歷史學著作。

## 希羅多德的編撰動機

### 「保存人類的功業」及記錄「發生紛爭的原因」

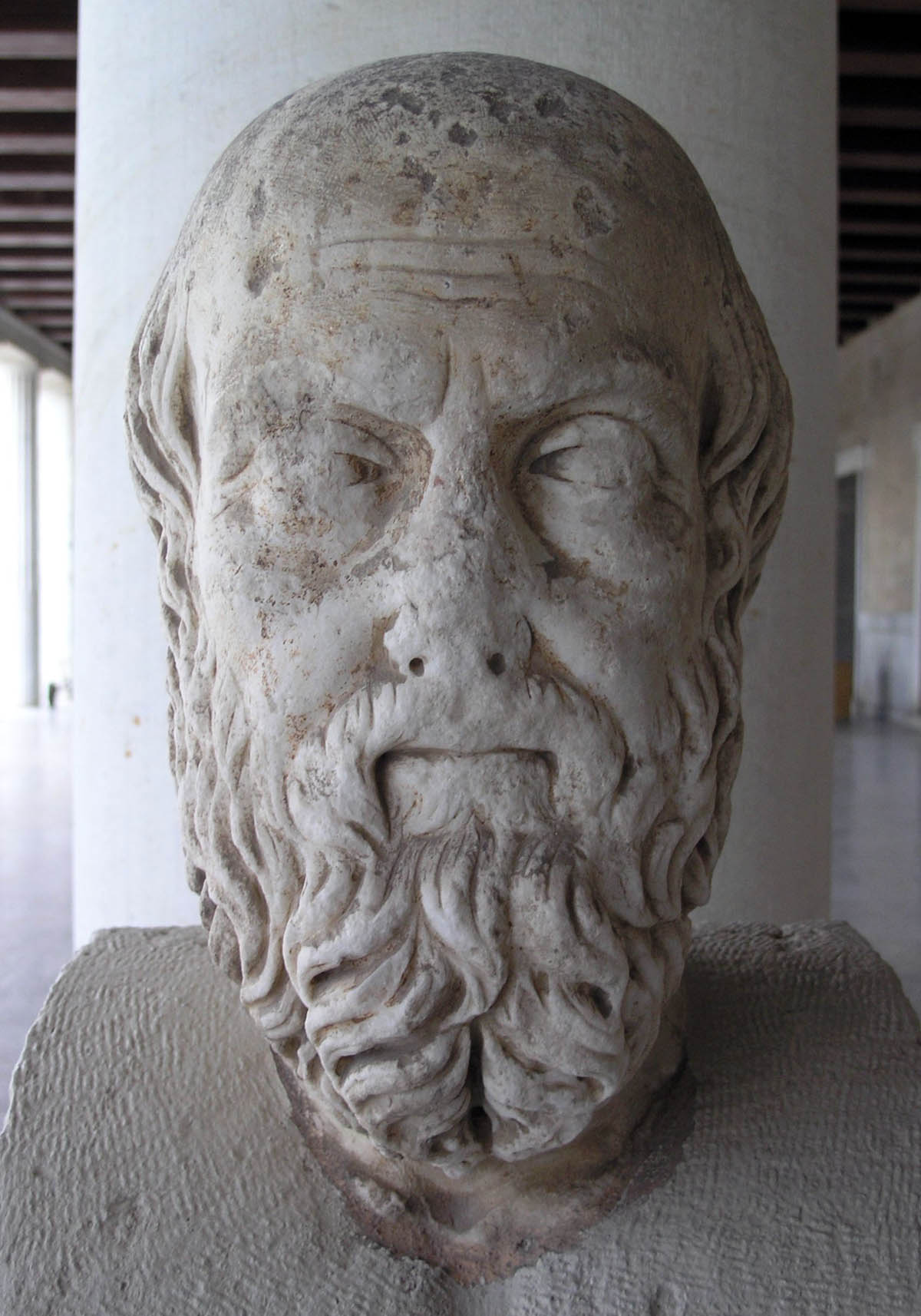
《歷史》作者希羅多德雕像

按照希羅多德自己在《歷史》裡的開首中說，該書是他本人的「研究成果」（希臘語裡的Ἱστορίαι一詞，便有「研究」、「探索」的意思）。他將之發表出來的目的「是為了保存人類的功業，使之不致由於年深日久而被人們遺忘，為了使希臘人和異邦人的那些值得贊歎的豐功偉績不致失去它們的光彩，特別是為了把他們發生紛爭的原因給記載下來。」

### 受到友人們的鼓勵
約在公元前445年，希羅多德抵達當時踏入盛世的雅典，他在這裡公開講讀自己的著作，得到獎賞，並且有機會進入伯里克利身邊的文化科學活動家圈子。後來，受到友人們的鼓勵下，希羅多德便決心寫一部有關希波戰爭的史書。

## 修史過程

### 蒐集史料
- 周遊列國，尋找故事：在公元前455年至前445年，希羅多德遊覽各地，他到過利比亞、巴比倫、埃及、小亞細亞、黑海北岸、希臘城邦及愛琴海。他每到一處，都會注意當地的所見所聞，蒐集史事、傳說。他的這些旅遊見聞，在編修《歷史》時得以充份運用。[4]

### 書中表達的觀點
- 民族觀點：希羅多德雖為希臘人，但學者王以鑄認為，他「並不是站在泛希臘愛國主義的立場上來寫他的《歷史》的。他贊揚的是雅典人，而不是整個希臘民族；他對波斯人也是公正的，並無肆意詆毁之處，相反，他承認東方民族具有比希臘更古老，更高的文明。[5]
- 政治立場：有關希羅多德的政治立場，學界有不同說法。如中國大陸學者王以鑄認為，希羅多德未必有奴隸制民主思想，而是毋寧更希望有一個開明的統治者。[5]（例如在《歷史》第3卷第80節至第82節，希羅多德對大流士一世奪位後，波斯貴族中就有關民治、寡頭、獨裁的爭辯大書特書，並提到最後由大流士一世提倡的「獨裁之治是最好的統治方法」佔上風並被落實執行[6]）。台灣學者陳仲丹則認為，希羅多德「對雅典民主制度的推崇，對專制制度的厭惡，對波斯帝國侵略行徑的譴責，都有進行道德教育的作用。他強調，大凡不可一世的專制暴君，儘管可以橫行一時，最終畢竟難逃覆滅的下場，不得善終。」[7]

## 內容

### 全書提要
《歷史》原不分卷，後來經亞歷山卓的校注學家將其整理成9卷本，每卷卷首都冠以希臘神話中9位繆斯女神的名字，全書以希波戰爭為主線，但內容不僅限於這次戰爭。大致而言，《歷史》分為兩大部份：第1卷至第5卷第27節為前半部，講述波斯阿契美尼德王朝、小亞細亞、埃及、利比亞等地的情況及希波戰爭的誘因；第5卷第28節開始專門記述希波戰爭史事，如伊奧尼亞起義、馬拉松戰役、溫泉關戰役、薩拉米灣海戰等等，而以希臘軍隊攻陷賽斯托斯作結。

### 篇幅

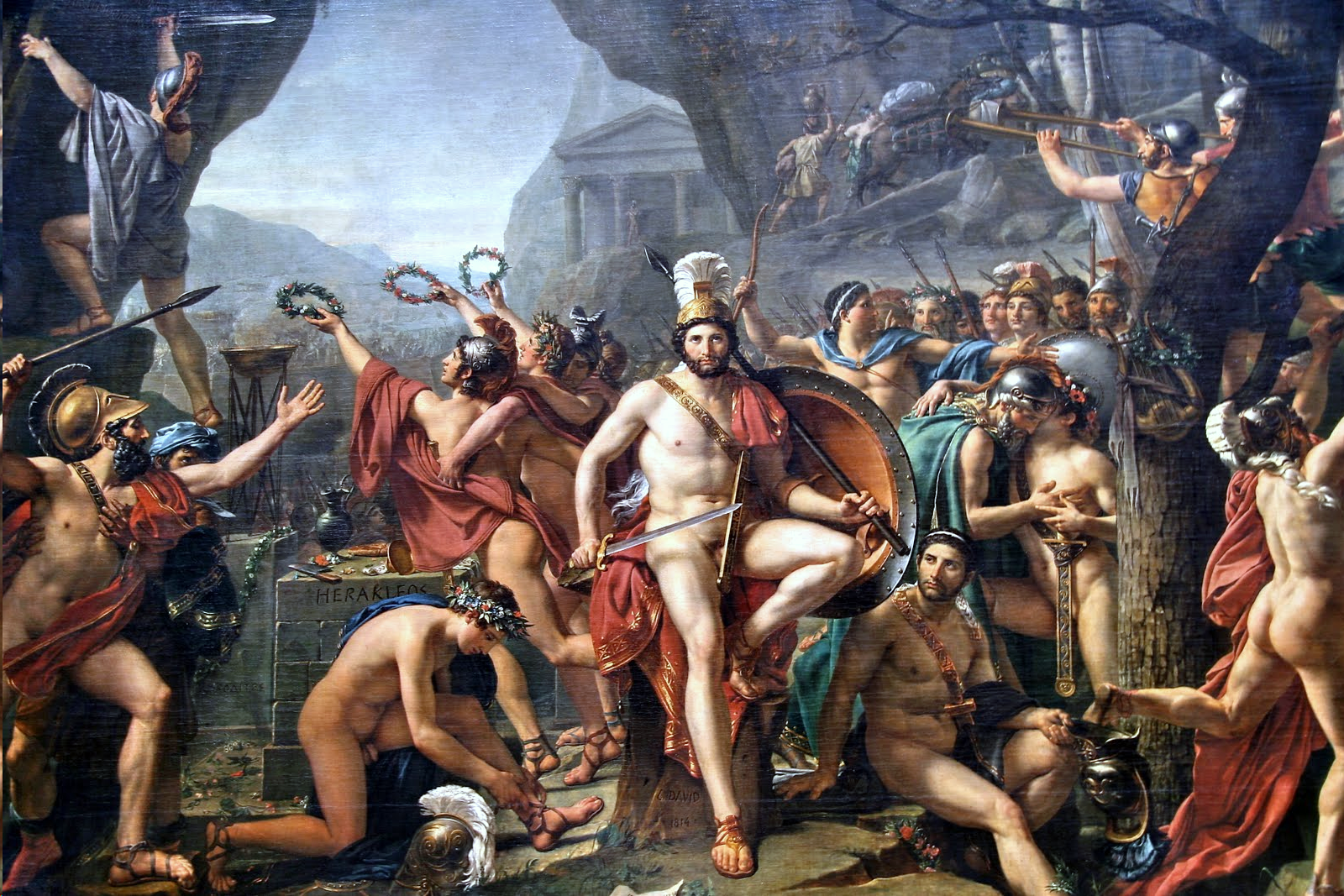
《歷史》第七卷中的著名戰役─溫泉關戰役

- 第1卷（克利俄）：記述有關波斯國王居魯士二世崛起的經過及征服小亞細亞古國呂底亞的情形。
- 第2卷（歐忒耳佩）：主要介紹古埃及的情況。
- 第3卷（塔利亞）：記述波斯國王岡比西斯二世及大流士一世時的情形。
- 第4卷（墨爾波墨涅）：記述大流士一世對斯基泰人及利比亞人用兵的情況。
- 第5卷（忒耳普西科瑞）：記述伊奧尼亞起義反抗波斯統治，以及雅典人因協助伊奧尼亞人而與波斯人結怨的史事。
- 第6卷（厄剌托）：記述大流士一世入侵希臘及馬拉松戰役。
- 第7卷（波呂許謨尼亞）：記述波斯國王澤克西斯一世再度揮軍攻打希臘及著名的溫泉關戰役。
- 第8卷（烏拉尼亞）：記述雅典海軍在決定性的薩拉米灣海戰中擊潰波斯軍。
- 第9卷（卡利俄佩）：記述希臘軍隊在普拉塔伊（英语：Plataea）、米利卡（英语：Mycale）的反擊及攻取塞司陀斯。[4]

### 《歷史》裡所描寫的世界

希羅多德在《歷史》中所描寫的世界模樣

- 對歐亞非三洲面積及位置的描述：關於歐亞非，希羅多德在《歷史·第4章·第42節》說「就長度來說，歐羅巴等於其他兩地之和；就寬度來說，在我看來歐羅巴比其他兩地更是寬得無法相比。我們可以十分明顯地看到，除去和與亞細亞接壤的地方之外，利比亞（希羅多德對非洲的稱呼）的各方面都是給海環繞著的。」[8]另外，希羅多德除了分成歐亞非三個部份，還應該有第四個部份，就是尼羅河三角洲，理由是「既然尼羅河在三角洲的頂點的地方分成數支，則這個三角洲便必然是亞細亞和利比亞之間的一塊地方了。」[9]
- 否定赤道及南北半球的觀念：據希羅多德所記載，古埃及法老尼科二世，曾下令腓尼基航海人員進行一次環繞非洲的航行，並發現船隻駛到非洲的最南端向西航行時，太陽是在他們的右手面。這本是符合事實的。但希羅多德卻不相信這是真的。[8]

## 評價

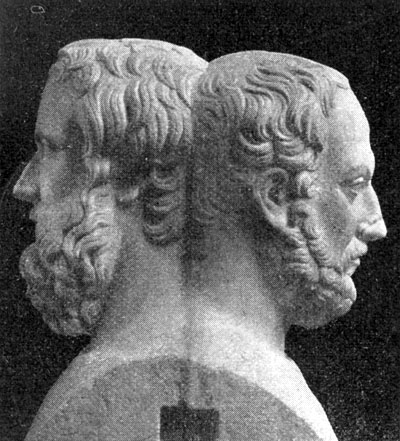
希羅多德與修昔底德

### 正面評價
近代歷史學家J·W·湯普森提出，「希羅多德著作最引人注目的事實就是它的統一性，其次就是他所表現的精神。儘管他有過於輕信、除本國語外不懂其他語言而且缺乏科學方法等缺點，但他這部著作還是有許多突出的優點：聰明的好奇心、誠挚的態度和良好的判斷力等等。」此外，J·W·湯普森又讚揚希羅多德《歷史》辭藻優美，「他保持了詩歌的朴素、自然和魅力。他不但是一位歷史家而且是一位詩人。他以愛奧尼亞方言從事寫作；他的詞匯清簡潔，字裡行間富有宗教色彩和詩意。他的文筆流暢、親切而優雅。」

### 負面評價
修昔底德：與希羅多德的時代甚為接近的修昔底德，就批評《歷史》之類的史書，內容中有太多備受質疑的傳說，「他們所關心的不在於說出事情的真相而在於引起聽眾的興趣，他們的可靠性是經不起檢查的；他的的題材，由於時間的遙遠，迷失於不可信的神話境界中。」
西塞羅：古羅馬作家西塞羅雖然把希羅多德稱為「史學之父」，但同時認為《歷史》中不少內容實在「難以置信」。他在《法律篇》裡說：「對歷史來說，評論萬事的標準是真實，而在詩歌中，標準一般是其所給予的愉悅；即使如此，在史學之父希羅多德的著作及泰奧彭波斯的著作中，人們卻發現有數不清的難以置信的故事。」

## 對後世文化的影響

### 學術上的開創性
- 歷史學方面：《歷史》被譽為「西方歷史敘事體的先河」。它以希波戰爭為主體，並加入大量史事及資料為插敍，構成規模龐大而大致完整的體例。這種「歷史敘事體」，成為後來西方史書的通用體裁，影響深遠。[13]
- 地理學方面：法國學者保羅·佩迪什（Paul Pedech）認為，由希羅多德寫《歷史》時，「有一種更為獨特的創造：他開創了對空間布局的研究。」他「明白了地理學家的任務不是列舉旅行的路線，而是闡述空間和環境。通過氣候、土壤、植被和動物，特別是人類種族定居的方式，來說明這些時空環境的特徵。」[14]

### 成為電影題材
《歷史》裡的一些內容，成為了一些電影的題材，如：《300壯士：斯巴達的逆襲》

## 中文翻譯的情況
《歷史》問世後的二千多年間，出現了多種語言譯本。在中文譯本方面，則有王以鑄譯本

、吳玉芬縮譯本、徐松岩「新譯本」
、周永強譯本
、王敦書節選本朱學淵選譯本/第一、三、四卷，波斯史部份。
等本子。

### 引用
1. ↑  希羅多德《歷史》，中譯本，王以鑄《出版說明》，iii頁。
2. ↑  希羅多德《歷史》，中譯本，1頁。
3. ↑  陳啟能主編《西方歷史名著提要》（上冊），第25-26頁。
4. 1 2  陳啟能主編《西方歷史名著提要》（上冊），第26-36頁。
5. 1 2  希羅多德《歷史》，中譯本，王以鑄《出版說明》，ii頁。
6. ↑  希羅多德《歷史》，中譯本，231-235頁。
7. ↑  陳啟能主編《西方歷史名著提要·<歷史>》（上冊），第26-36頁。
8. 1 2  希羅多德《歷史》，中譯本，王以鑄《出版說明》，281頁。
9. ↑  希羅多德《歷史》，中譯本，16頁。
10. ↑   J·W·湯普森《歷史著作史》，中譯本，33-34頁。
11. ↑  修昔底德《伯羅奔尼撒戰爭史》，中譯本，17頁。
12. ↑  西塞羅《法律篇》，中譯本，150頁。
13. ↑  陳啟能主編《西方歷史名著提要》（上冊），第37頁。
14. ↑  保羅·佩迪什《古代希臘人的地理學》，中譯本，48-49頁。
15. ↑  .   [2008-03-11]. （原始内容存档于2007-04-08）.
16. ↑  .   [2008-03-11]. （原始内容存档于2007-09-29）.
17. ↑  北京商務印書館版本─希羅多德《歷史》
18. ↑  .   [2022-01-04]. （原始内容存档于2019-05-18）.
19. ↑  《歷史：新譯本》，徐松岩譯，上海三聯書店中譯本。
20. ↑  《歷史》，周永強譯，陝西師範大學出版社中譯本，2008年。
21. ↑  《歷史》，王敦書節選，香港商務印書館中譯本，2007年。